# Bydel
 Denne artikel omhandler overvejende eller alene danske forhold. Hjælp gerne med at gøre artiklen mere almen.
En bydel er en del af en by. Begrebet har ingen entydig fastlæggelse. Bydeles størrelse, afgrænsning, form og fremtræden beror på de stedlige forhold. Bydele er som hovedregel større end områder, der betegnes ved andre benævnelser så som kvarter, rode eller karré.
I ældre litteratur støder man ofte på udtrykket "dele af by" i stedet for "bydele". Udtrykket har ikke sjældent været brugt om nye større bebyggelsesområder: "en ny bydel".
Der kan skelnes mellem administrative bydele og funktionelle bydele. De fleste større byer har flere funktionelle bydele og en grad af lokal administration for nogle af bydelene. Bydele kan have officiel status og en lokal forvaltning, måske endda en valgt forsamling – et byråd eller bydelsråd. Enkelte bydele (hvor Vanløse nok er mest kendt) har desuden bydelsvåben.

## Københavns underinddelinger
I Danmark er København fx administrativt delt mellem 18 kommuner, og Københavns Kommune, som befolkningsmæssigt er den største af disse. Københavns Kommune er desuden inddelt i 10 administrative bydele, som har lokaludvalg. De administrative bydele i Københavns Kommune er de eneste i Danmark, der har lokaludvalg. Ligeledes har inddeling i bydele været anvendt i Københavns Kommunes kommuneplanlægning, hvor der fx i kommuneplanen fra 1985 blev skelnet mellem:
1. Indre By
2. Christianshavn
3. Indre Østerbro
4. Ydre Østerbro
5. Indre Nørrebro
6. Ydre Nørrebro
7. Vesterbro
8. Kongens Enghave
9. Valby
10. Vanløse
11. Brønshøj-Husum
12. Bispebjerg
13. Sundby Nord
14. Sundby Syd

## Andre underinddelinger af byer
Foruden udtrykket bydel anvendes andre begreber: kvarter, distrikt og rode som regel for at angive administrative eller funktionelle undderinddelinger.

### Kvarter
Den hyppigst anvendte betegnelse er "kvarter". Ordet betød oprindeligt "fjerdedel" af byen, men gik senere over til at betegne en større eller mindre bydel med ensartet præg, således "havnekvarter", "industrikvarter" eller "villakvarter".
Det fleste byer – store og små – er inddelt i områder, der alene eller altovervejende tjener et bestemt funktionelt formål. Dette afspejles blandt andet i byplanlægningen, der som et af sine formål har at styre denne opdeling og indbyrdes tilpasse de ulige bydele med deres ulige formål. I funktionel henseende kan skelnes mellem:
- boligområder
- industriområder
- parker, fritidsområder (legepladser og lignende)
- områder til offentlige tjenester (rådhus, skole, plejehjem med videre)
- områder til forretningsliv (butikscenter)
- områder til transportformål (gader, havneområder)
- ofte udskilles bymidten (city) som et specielt område
- tidligere selvstændige byer med egen bymidte, som er vokset sammen med en større by, kan betegnes som en bydel i form af en forstad til den større by.

### Distrikt
Distriktsinddelinger er ad hoc anvendt af Stadsingeniørens Direktorat, Byplanafdelingen i Københavns Kommune fx i forbindelse med arealundersøgelser.

### Rode
Rode er en særskilt københavnsk statistisk-administrativ inddelingsenhed, der betegner et område omfattende som regel flere karréer, og som er mindre end et kvarter. Ved århundredeskiftet (1900) var København således inddelt i følgende kvarterer og roder:
1. Øster Kvarter
Nicolai Rode
Gammelholm Rode
2. Vester Kvarter
Rådhusets Rode
Kalvebodernes Rode
3. Nørre Kvarte
Skt. Peders Rode
Bispegårdens Rode
4. Strand Kvarter
ikke underinddelt
5. Snarens Kvarter
ikke underinddelt
6. Klædebo Kvarter
Universitetets Rode
Synagogens Rode
7. Frimands Kvarter
ikke underinddelt
8. Kjøbmager Kvarter
Pilestrædes Rode
Hovedvagtens Rode
9. Rosenborg Kvarter
Trinitatis Kirkes Rode
Reformert Kirkes Rode
10. Sankt Annæ Øster Kvarter
Nyhavns Rode
Marmorkirkens Rode
Amalienborgs Rode
Frederiks Hospitals Rode
11. Skt. Annæ Vester Kvarter
Gotersgades Rode
Frimurerlogens Rode
Kongens Haves Rode
Garnisons Hospitals Rode
Nyboders Rode
12. Christianshavns Kvarter
Frederiks Kirkes Rode
Frelsers Kirkes Rode
Amagerbros Rode
Nyholms Rode
13. Vestervold Kvarter
Vandværkets Rode
Tivolis Rode
Reventlowsgades Rode
14. Nørrevold Kvarter
Peblingesøens Rode
Ørstedsparkens Rode
Frederiksborggades Rode
Kommunehospitalets Rode
15. Østervold Kvarter
Sølvgades Rode
Børnehospitalets Rode
Classens Rode
Citadellets Rode
16. Udenbys Vester Kvarter
Gl. Kongevejs Rode
Sorte Hests Rode
Gasværkets Rode
Skydebanens Rode
Istedgades Rode
Kaalundsgades Rode
Skt. Matthæus Kirkes Rode
Enghavevejs Rode
Kvægtorvets Rode
Vester Fælled Rode
17. Udenbys Klædebo Kvarter
Blaagaards Rode
Kirkegaards Rode
Havremarkens Rode
Ravnsborg Rode
Blegdams Rode
Skt. Hans Rode
Fælled Rode
Østerbros Rode
Kalkbrænderiets Rode
Øresunds Rode
Skt. Jacobs Kirkes Rode
Strandvejens Rode
Lersøens Rode
18. Frihavnskvarteret
ikke underinddelt

## Eksterne link
- Kort over københavns bydele på kommunens hjemmeside Arkiveret 10. maj 2009 hos  Wayback Machine